# Karken
Karken ist ein Ortsteil der Kreisstadt Heinsberg im westlichsten Kreis Deutschlands und grenzt direkt an die Niederlande. Der Ort hat etwa 3500 Einwohner.

## Geografie

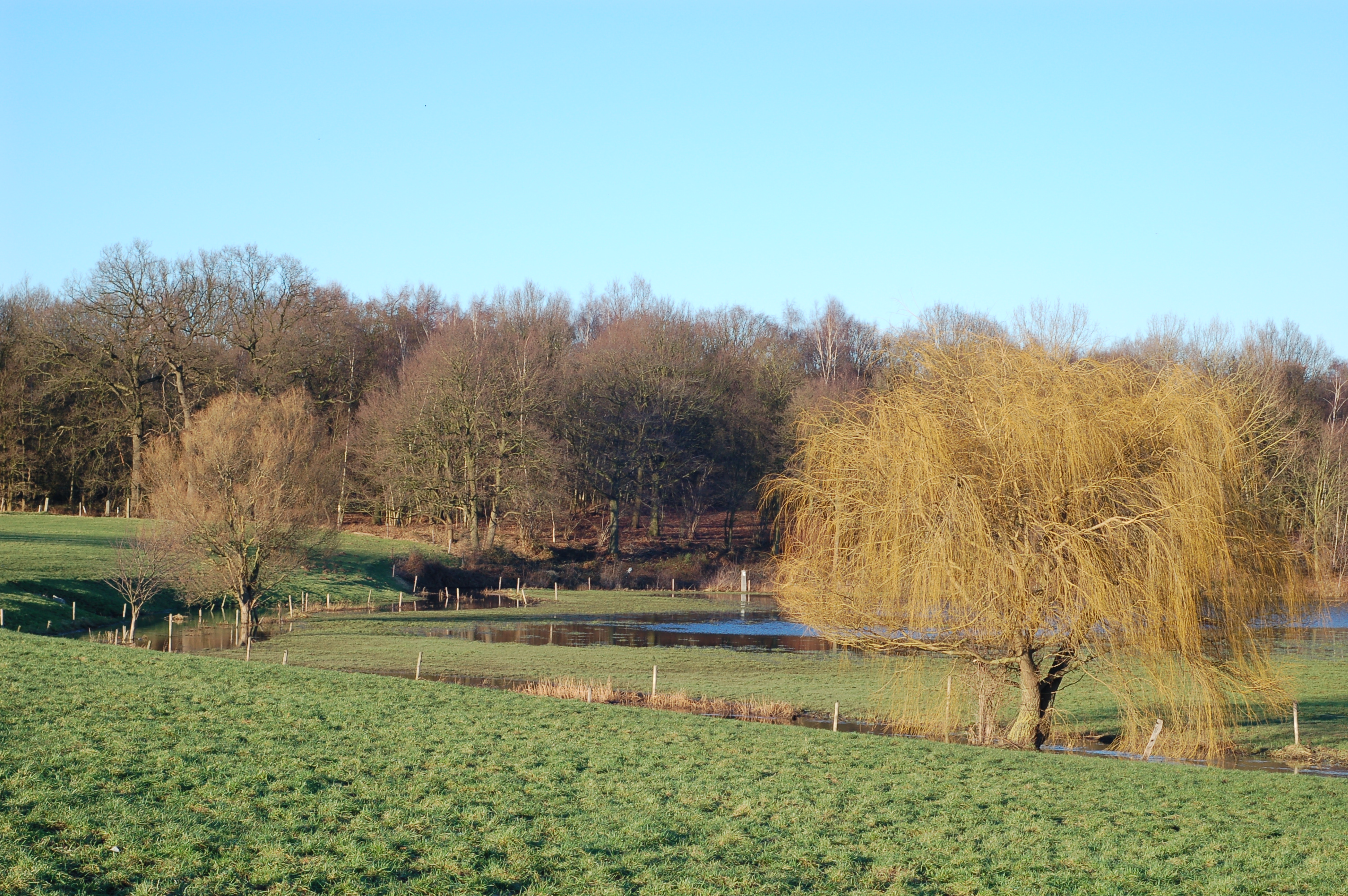
Das Landschaftsbild um Karken ist durch landwirtschaftliche Nutzflächen, aber auch Gewässer und Waldstreifen geprägt

Die Ortschaft liegt vollständig im Tal der nordöstlich den Ort passierenden Rur, größere Höhenunterschiede sind nicht vorhanden. Der niedrigste Punkt der Ortslage mit 28 m ü. NN befindet sich nördlich des breit gelagerten Dorfes an der niederländischen Grenze.
Durch Karken führt die als kürzeste Verbindung zwischen Heinsberg und dem niederländischen Mittelzentrum Roermond verkehrswichtige Landesstraße 230.

## Geschichte

### Ortsgeschichte
Einige steinzeitliche sowie zahlreiche eisenzeitliche Fundstücke, insoweit vor allem Grabfunde, lassen auf eine Anwesenheit von Menschen in der Ortslage bereits in prähistorischer Zeit schließen.
Zum Ende des 12. Jahrhunderts hin sind die Herren von Kerreke urkundlich belegt. Ein Giselbertus von Kerreke nahm 1198 an der Krönung Otto IV. von Braunschweig zum römisch-deutschen König teil. 1317 schließlich verkaufte Cäcilie von Kerreke ihre Karkener Güter einschließlich der Gerichtsbarkeit an die Herren von Heinsberg.
1591 verübten spanische Truppen an den in die Pfarrkirche geflohenen Einwohnern des Ortes ein Massaker. Hieran erinnert heute noch ein Kreuz an der Karker Mühle.
Das ehemalige Amt Karken, zu dem auch Kempen und Kirchhoven gehörten, wurde mit der mit Wirkung vom 1. Januar 1972 erfolgten kommunalen Neugliederung aufgelöst und der Stadt Heinsberg zugeschlagen.

### Einwohnerentwicklung
| Jahr | Einwohner |
| ---- | --------- |
| 1900 | 1400      |
| 1925 | 1738      |
| 1950 | 2065      |
| 1960 | 2204      |
| 1961 | 2228      |
| 1968 | 2612      |
| 1970 | 2709      |
| 2007 | 3498      |
| 2019 | 3551      |
| 2022 | 3600      |
| 2023 | 3636      |

## Wappen
Das Wappen der Gemeinde Karken zeigte einen silbernen Schild, belegt mit drei blauen Querbalken. Es war das Wappen der ehemaligen Herren von Vlodrop.

## Religion

### Kirche St. Severin

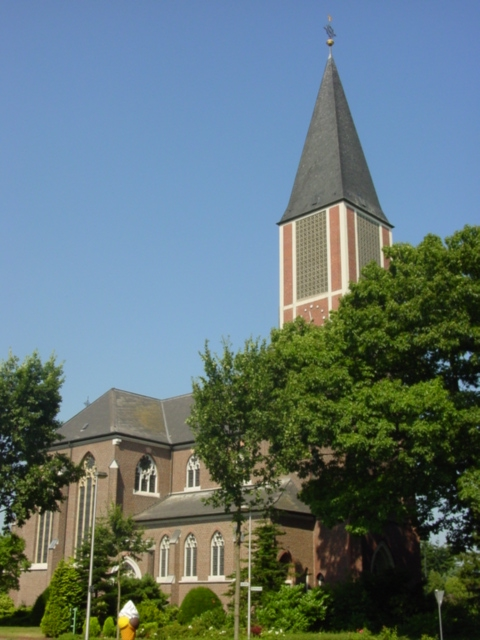
St. Severin (Karken)

Bei der Erhebung zur selbstständigen Pfarre im Jahre 1559 wählte man den heiligen Severinus, Bischof von Köln, zum Pfarrpatron von Karken. Nach altem Brauch ist daher der 23. Oktober Namenstag der Pfarrgemeinde St. Severinus Karken.

### Kapelle Stiegel

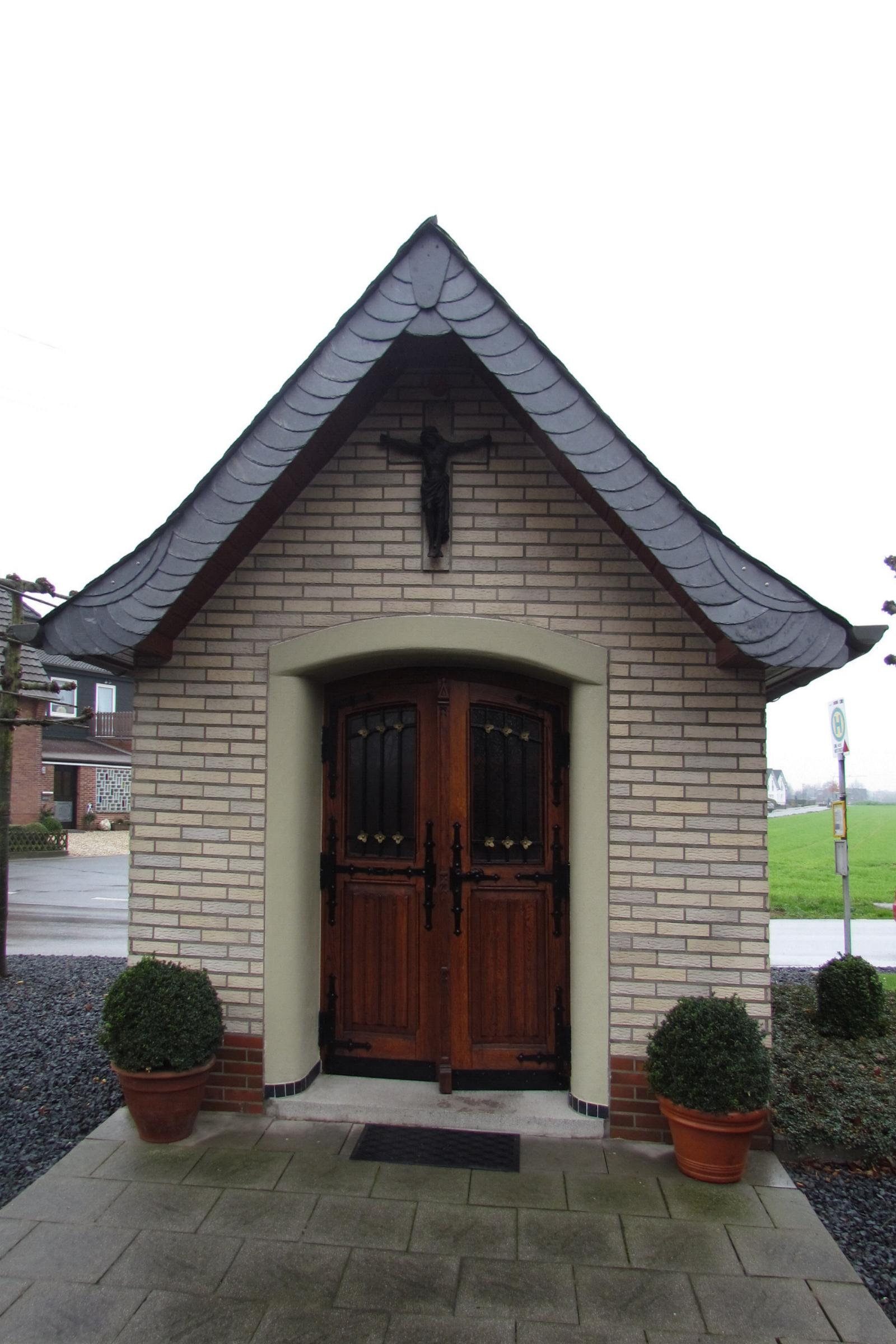
Kapelle Stiegel

Die kleine Andachts- und Prozessionskapelle befindet sich im Ortsteil Stiegel an der Straßenkreuzung Hirtstraße, Prunkstraße und Schierenkreuz. Bereits Anfang des 19. Jahrhunderts gab es an dieser Stelle das „Kapellchen zur Schmerzhaften Muttergottes“. Bauherren des verputzten Backsteinbaus waren die Eheleute Frenken und Leonard. Auch auf der Topografischen Karte der amtlichen Preußischen Neuaufnahme von 1893 ist die damals noch auf freiem Feld stehende Kapelle verzeichnet. 1927 ist in einem Bericht der Heinsberger Volkszeitung von einem „Muttergotteskapellchen an einer Wegekreuzung im freien Feld“ die Rede. Zu beiden Seiten des Bauwerks befanden sich ursprünglich zwei Lindenbäume, welche jedoch im Zuge der letzten Renovierung 2005 gefällt werden mussten. Mit Hilfe der Nachbarschaften wurde die Kapelle in diesem Jahr umfassend renoviert und am 29. August 2006 durch Pfarrer Marian Janke eingeweiht.
Die Kapelle Stiegel besitzt einen rechteckigen Grundriss, wurde aus verklinkerten Backsteinen errichtet und wird von einem verschieferten Satteldach abgeschlossen. Eine doppelflügelige Eingangstür mit einem darüber angebrachten Kruzifix bildet den Eingang. Im Inneren gibt es einen Altar, eine Pietà, mehrere Heiligenfiguren sowie einige Gebetsbänke. Drei Holzfiguren stellen die Heilige Brigida, den Heiligen Rochus und den Heiligen Antonius von Padua dar und stammen, wie auch die Kreuzwegbilder aus der ersten Hälfte des 20. Jahrhunderts. Eine Tafel im Innenraum trägt den Spruch: „Drückt dich ein Weh zur Mutter Gottes geht und klag es ihr so hilft sie dir“.

## Kultur

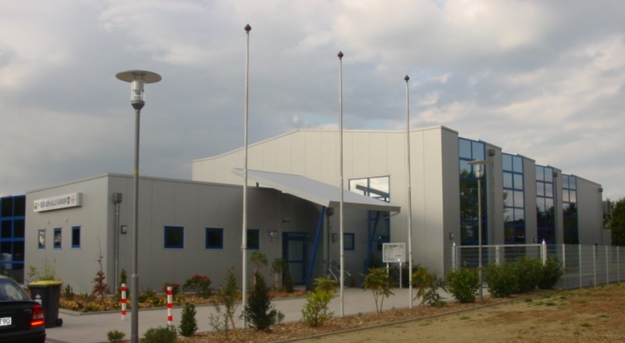
Bürgerhalle Karken

In Karken gibt es diverse Vereine. Als koordinierender Verein besteht seit 1981 der „Ortsring Karken“, dessen Vereinszweck „die Erhaltung, die Pflege und die Förderung des Ortslebens“ ist. Der Ortsring Karken ist ein eingetragener Verein und wurde am 2. Februar 1981 gegründet. Er koordiniert die Termine der Ortsvereine und ist für die Verwaltung der Bürgerhalle verantwortlich. Am 2. April 2004 wurde die Bürgerhalle mit einem Festakt eingeweiht. Die Bürgerhalle ist Eigentum der Stadt Heinsberg und wurde an den Ortsring vermietet, der für die Verwaltung (bzw. Weitervermietung) der Halle verantwortlich ist. Die Halle soll in erster Linie den Karkener Vereinen und Bürgern zur Verfügung stehen.

## Verkehr
Die AVV-Buslinien 403 und 405 der WestVerkehr verbinden Karken mit Heinsberg, Wassenberg und Erkelenz. Abends und am Wochenende kann außerdem der MultiBus angefordert werden, auch ins niederländische Posterholt. Die Buslinie 64 der Arriva, mit der man nach Roermond fahren konnte, wurde 2022 eingestellt.
| Linie | Betreiber | Verlauf |
| ----- | --------- | --- |
| 64    | Arriva    | Heinsberg Busbf – Kempen – Karken (D) – Posterholt (NL) – St. Odiliënberg – Melick – Roermond – Roermond Designer Outlet (AVV-Tarif gilt nur im deutschen Streckenabschnitt)                                                             |
| 403   | west      | Heinsberg AOK – Heinsberg Busbf – Kempen (– Karken) |
| 405   | west      | Erkelenz Bf – (Erkelenz ZOB –) (Grambusch – Schwanenberg – Gerderhahn –) Gerderath – Myhl – Wassenberg – Birgelen – Schloss Elsum – Effeld – Steinkirchen – Ophoven – Kempen – Karken – Heinsberg Busbf (– Heinsberg Agentur für Arbeit) |

## Vereine
- SV Grün-Weiß 1928 Karken e. V.
- Instrumentalverein Karken 1910 e. V.[7]
- katholische Frauengemeinschaft Karken
- KG Karker Rabaue 1985 e. V.
- Trommler- und Pfeifferkorps Karken 1925 e. V.
- Turnverein Karken
- Löscheinheit Karken-Kempen der Freiwilligen Feuerwehr Heinsberg
- St. Severini Schützenbruderschaft 1654 e. V.
- Tennisclub Karken 1970 e. V.
- TTC 1972 Karken
- Verein der Freunde und Förderer der kath. Grundschule Karken e. V.
- SFV „Petri Heil“ Karken e. V.
- Mandolinenorchester Karken
- Quartettverein Karken 1919 e. V.

## Persönlichkeiten
- Heriberta Joeris (1877–1943), Missionsschwester und Märtyrin
- Heinz Günther Hüsch (1929–2023), Rechtsanwalt und Politiker (CDU)